# Brent (type de pétrole)
Pour les articles homonymes, voir Brent.
Le brent est un type de pétrole brut utilisé comme standard dans la fixation du prix du brut et comme matière première pour les contrats à terme sur le pétrole.
Le Brent sert comme référence de prix pour le pétrole d'Europe, d'Afrique et du Moyen-Orient.

## Caractéristiques
Le Brent est un brut léger, avec une densité API de 38,06°. Il contient environ 0,39 % de soufre et est donc considéré comme un pétrole doux. Le Brent est idéal pour la production d'essence. Il est généralement raffiné dans les pays d'Europe, mais lorsque les prix du marché sont suffisamment bas, les États-Unis l'achètent.

## Brut de référence
La production de pétrole en Europe, en Afrique et au Moyen-Orient a tendance à être vendue au prix fixé par le baril de Brent, c'est-à-dire qu'elle fixe un prix recommandé ou standard pour 78 % des différentes variétés de pétrole brut mondial, qui le prennent comme référence.
Le baril de brent (42 gallons américains, environ 159 litres) est coté à l'International Petroleum Exchange (IPE) en utilisant des options et des contrats à terme. L'unité monétaire dans laquelle il est répertorié est le dollar américain.
Le Brent était initialement négocié à l'International Petroleum Exchange, mais depuis 2005, il est négocié sur l'IntercontinentalExchange (ICE) sous le symbole B et sur le New York Mercantile Exchange (NYMEX) sous le symbole BZ. Un contrat équivaut à mille barils (159 m3).